# Kedron Aleksandrijski

Papa Kedron (Kedronos) Kerdonou grčki: Κερδώνα iz Aleksandrije, je bio četvrti papa Aleksandrije i patrijarh Svete Stolice sv. Marka.

## Pregled
Vijest da je papa Avilije od Aleksandrije umro, tadašnje svećenstavo koje je služilo u Egiptu primilo je s nevjericom i velikom tugom. Odmah su se okupili u Aleksandriji kako bi se konzultirali s tamošnjim kršćanskim narodom, pa su odlučili da glasovanjem izaberu onoga tko je po mišljenju većine vjernika zaslužio sjesti na Tron aleksandrijskog pape. Svi su se složili da izaberu pravdoljubivog čovjeka po imenu Kedron. 
Govorilo se da je Kedron bio među onima koje je krstio sv. Marko, što je cijelom imenovanju dalo posebno značenje.
 Svečano ustoličenje na mjesto pape Aleksandrije odvilo se u mjesecu bababu (listopad), 96. godine, za vrijeme vladavine rimskog cara Marka Ulpija Trajana.
 U dvanaestoj godini njegovog pontifikata dogodio mu se koban događaj. Naime, jedan od rimskih upravitelja ga je upitao: "Zašto nisi našim bogovima pridružio vašeg Boga pa ga onda tako nastavio štovati?", na što je on odgovorio: "Zato što ne padamo ničice ni pred bilo kojim drugim Bogom." Radi toga je bio uhićen i mučen u progonu, tijekom vladavine rimskiog cara Trajana.
 Neki izvori tvrde da je za progon Kedrona bio odgovoran osobno car Trajan, iako za to ne postoje povjesni dokumenti koji bi tu tvrdnju potkrijepili. Naime, car Trajan je u to vrijeme, znači 105./106. godine ratovao u Daciji, gdje je na početku ljeta 106. godine bio u ofenzivi zauzimanja dacijskog glavnog grada Sarmizegetuse.
 Prema povjesnim zapisima sv. Kedrona je bio izložen mučenju 21. Paoni (28. lipnja), 106. AD., da bi od posljedica istoga preminuo mučeničkom smrću.
 Papa Kedron je bio neporočan i imao je sve dobre vrline, pa je kao takav bio uzoriti pastir svete Crkve jedanaest godina, jedan mjesec i dvanaest dana. Sahranjen je crkvi sv. Marka u Aleksandriji.

## Štovanje
Dne 28. lipnja, dan mučeničke smrti je i spomendan sv. Kedrona, četvrtog pape Aleksandrije. Ovaj je sveti otac kršten rukom apostola Sv. Marka i evanđeliste zemlje egipatske. 

## Vanjske poveznice
- Khaled Gamelyan - The Coptic Encyclopedia, opensource
- Holweck, F. G., A Biographical Dictionary of the Saints. St. Louis, MO: B. Herder Book Co. 1924.

| Koptski pape Aleksandrije         | Koptski pape Aleksandrije      | Koptski pape Aleksandrije         |
| --------------------------------- | ------------------------------ | --------------------------------- |
| prethodnik Avilije Aleksandrijski | Aleksandrijski pape 95. - 106. | nasljednik Primije Aleksandrijski |